# Oostkamp
Oostkamp is een plaats en gemeente in de Belgische provincie West-Vlaanderen. De gemeente telt ruim 24.000 inwoners, die men Oostkampenaren noemt.

## Geschiedenis

### Naamgeving
Oostkamp komt van de naam "orscamp" (paardenplaats). Het oude woord "ors" is identiek met het oude Engelse woord "Horse".

### Tweede Wereldoorlog
Oostkamp werd bevrijd op 8 september 1944 door Canadese strijdkrachten (4th Canadian Armoured Division) onder leiding van majoor Wood. De Majoor Woodstraat in het centrum van Oostkamp is naar hem genoemd. Kort na de bevrijding van Oostkamp begon de slag om Moerbrugge. In het dorp Moerbrugge staat een monument ter ere van de gevallen Canadese soldaten en werd een straat genoemd naar de leidinggevende majoor R.A. Paterson, namelijk de Patersonstraat.

## Kernen
Naast Oostkamp zelf liggen in de gemeente nog de deelgemeenten Hertsberge, Ruddervoorde en Waardamme. Daarnaast liggen nog enkele kleinere kernen en gehuchten in de gemeente. Moerbrugge (V) ligt in het noordoosten van de gemeente, een kilometer ten noordoosten van het centrum van Oostkamp. In het uiterste noorden ligt een uitloper van Steenbrugge (VII), een wijk in de Brugse deelgemeente Assebroek. De wijk sluit aan op de stedelijke kern de stad Brugge. In het uiterste zuidwesten, op grondgebied Ruddervoorde, ligt het dorp Baliebrugge (VI), op de weg tussen Ruddervoorde en Torhout. Verder ligt er op de weg tussen Oostkamp en Beernem nog het dorp Erkegem.
De gemeente Oostkamp is in zeven delen gesplitst: Oostkamp-Centrum, Oostkamp-Station, Lieverstede, De Rampe, Kampveld, Siemenslaan en Westkant.
|   | Naam               | Opp. (km²) | Inwoners (2020) | Inwoners per km² | NIS-code |
| - | ------------------ | ---------- | --------------- | ---------------- | -------- |
| 1 | Oostkamp (I)       | 34,33      | 13.913          | 405              | 31022A   |
| 2 | Hertsberge (II)    | 11,27      | 1.995           | 177              | 31022B   |
| 3 | Ruddervoorde (III) | 26,94      | 5.812           | 216              | 31022C   |
| 4 | Waardamme (IV)     | 7,55       | 2.081           | 275              | 31022D   |

De gemeente Oostkamp grenst aan de volgende dorpen en gemeenten:
| - a. Sint-Michiels (stad Brugge) - b. Assebroek (stad Brugge) - c. Oedelem (gemeente Beernem) - d. Beernem (gemeente Beernem) - e. Wingene (gemeente Wingene) |

| - f. Zwevezele (gemeente Wingene) - g. Lichtervelde (gemeente Lichtervelde) - h. Torhout (stad Torhout) - i. Veldegem (gemeente Zedelgem) - j. Loppem (gemeente Zedelgem) |

Oostkamp, deelgemeenten en buurgemeenten. De gele gebieden zijn bebouwde kernen, de donkergrijze gebieden zijn industriezones.

## Demografische ontwikkeling

### Demografische evolutie voor de fusie
- Bronnen:NIS, Opm:1831 tot en met 1970=volkstellingen; 1976 = inwoneraantal op 31 december
- 1920: Afsplitsing van Hertsberge in 1919

### Demografische ontwikkeling van de fusiegemeente
Alle historische gegevens hebben betrekking op de huidige gemeente, inclusief deelgemeenten, zoals ontstaan na de fusie van 1 januari 1977.
- Bronnen:NIS, Opm:1831 tot en met 1981=volkstellingen; 1990 en later= inwonertal op 1 januari

| Inwoners van jaar tot jaar op 1 januari 1992 tot heden | Inwoners van jaar tot jaar op 1 januari 1992 tot heden | Inwoners van jaar tot jaar op 1 januari 1992 tot heden |
| jaar                                                   | Aantal                                                 | Evolutie: 1992=index 100                               |
| ------------------------------------------------------ | ------------------------------------------------------ | ------------------------------------------------------ |
| 1992                                                   | 20.635                                                 | 100,0                                                  |
| 1993                                                   | 20.702                                                 | 100,3                                                  |
| 1994                                                   | 20.768                                                 | 100,6                                                  |
| 1995                                                   | 20.882                                                 | 101,2                                                  |
| 1996                                                   | 21.008                                                 | 101,8                                                  |
| 1997                                                   | 21.078                                                 | 102,1                                                  |
| 1998                                                   | 21.137                                                 | 102,4                                                  |
| 1999                                                   | 21.150                                                 | 102,5                                                  |
| 2000                                                   | 21.218                                                 | 102,8                                                  |
| 2001                                                   | 21.166                                                 | 102,6                                                  |
| 2002                                                   | 21.230                                                 | 102,9                                                  |
| 2003                                                   | 21.320                                                 | 103,3                                                  |
| 2004                                                   | 21.392                                                 | 103,7                                                  |
| 2005                                                   | 21.543                                                 | 104,4                                                  |
| 2006                                                   | 21.796                                                 | 105,6                                                  |
| 2007                                                   | 21.948                                                 | 106,4                                                  |
| 2008                                                   | 22.117                                                 | 107,2                                                  |
| 2009                                                   | 22.343                                                 | 108,3                                                  |
| 2010                                                   | 22.452                                                 | 108,8                                                  |
| 2011                                                   | 22.536                                                 | 109,2                                                  |
| 2012                                                   | 22.764                                                 | 110,3                                                  |
| 2013                                                   | 22.957                                                 | 111,3                                                  |
| 2014                                                   | 23.024                                                 | 111,6                                                  |
| 2015                                                   | 23.120                                                 | 112,0                                                  |
| 2016                                                   | 23.132                                                 | 112,1                                                  |
| 2017                                                   | 23.289                                                 | 112,9                                                  |
| 2018                                                   | 23.580                                                 | 114,3                                                  |
| 2019                                                   | 23.698                                                 | 114,8                                                  |
| 2020                                                   | 23.805                                                 | 115,4                                                  |
| 2021                                                   | 23.832                                                 | 115,5                                                  |
| 2022                                                   | 23.998                                                 | 116,3                                                  |
| 2023                                                   | 24.200                                                 | 117,3                                                  |
| 2024                                                   | 24.275                                                 | 117,6                                                  |
| 2025                                                   | 24.142                                                 | 117,0                                                  |

## Bezienswaardigheden

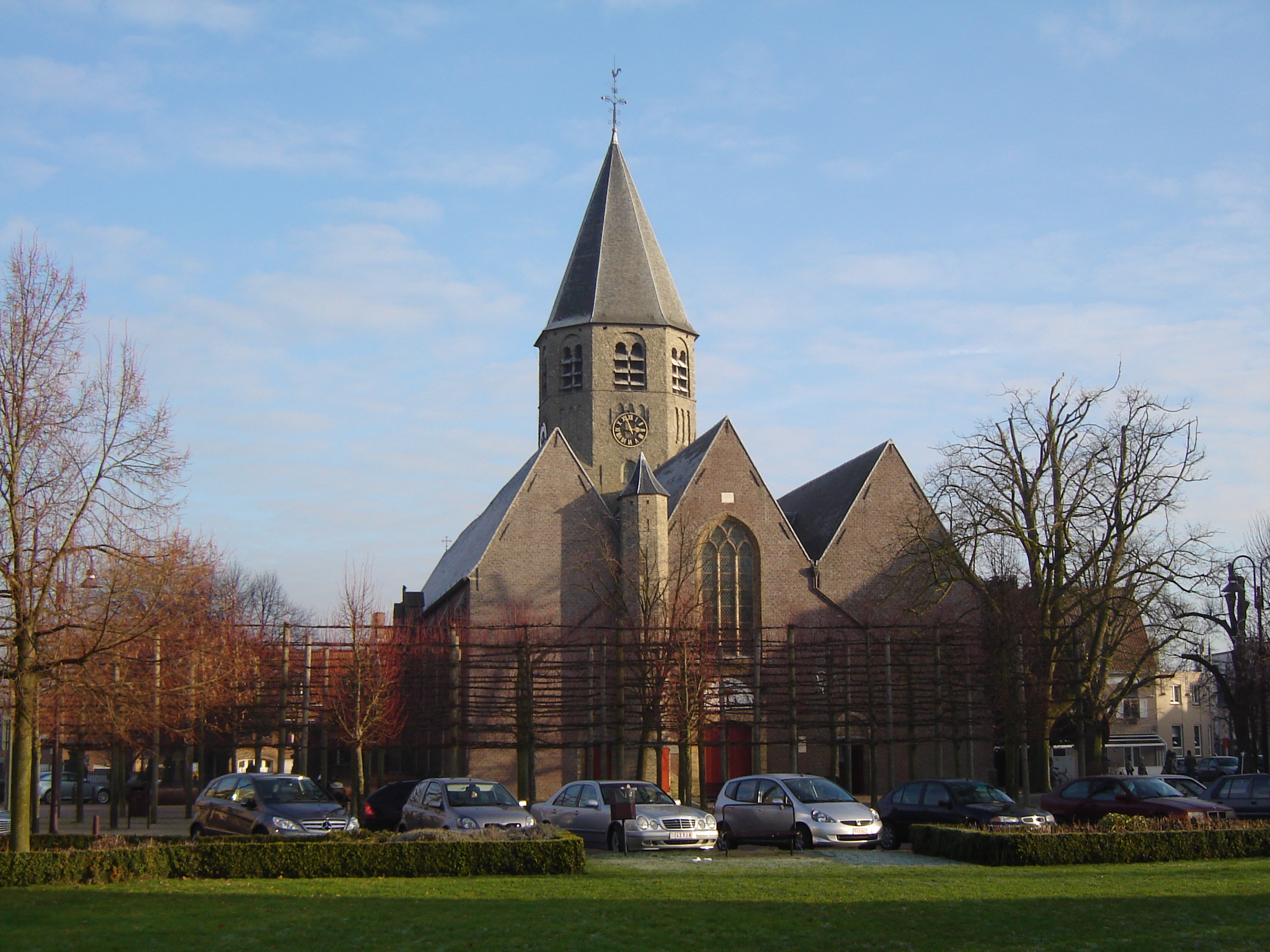
Sint-Pieterskerk

- De Sint-Pietersbandenkerk is een hallenkerk met een gedeeltelijk laatgotische middenbeuk en een orgelfront uit 1717.
- De Macieberggrot, een Mariagrot uit 1914
- De Beverhoutsveldkapel
- De Braetsmolen

### OostCampus
De gemeentediensten verhuizen in 2012 naar een nieuwbouw aan de rand van de gemeente: ‘OostCampus’. Op 9 maart 2017 verhuisde ook de burgemeester en de OCMW-voorzitter, secretaris en secretariaat van 'Het Beukenpark' naar OostCampus.

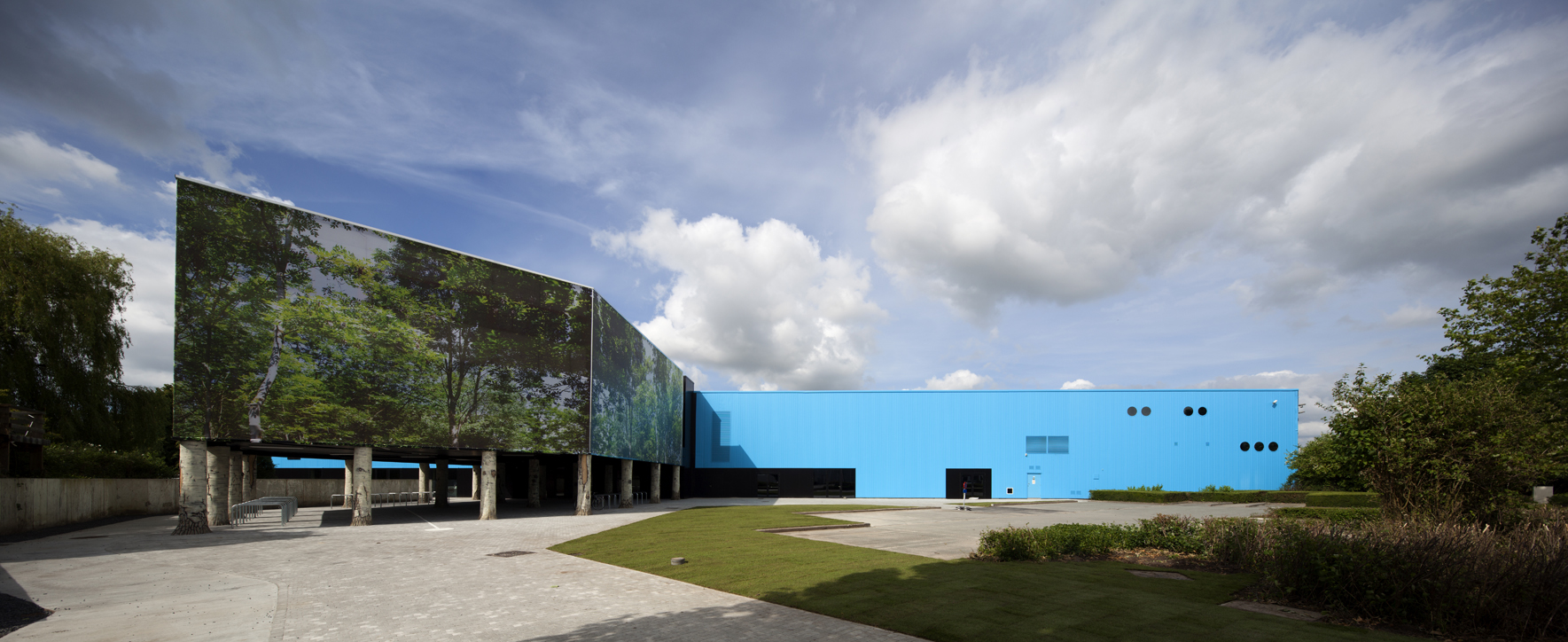
OostCampus: de huidige site waar de gemeentelijke diensten (Siemenslaan 8, 8020 Oostkamp).

Het gebouw, ontworpen door de Spaanse architect Carlos Arroyo, heeft belangrijke prijzen ontvangen, zoals:
- Goud Prijs Bouwmeester 2013[4] in de categorie ‘Reconversie’.
- Archdaily's 65 Best New Bulidings in the World 2012.[5]
- Holcim Silver Award voor Duurzaam Bouwen.[6] in Europa 2011
- Het werd getoond in de 14e Architectuurbiënnale van Venetië 2012.[7][8]

### Kastelen

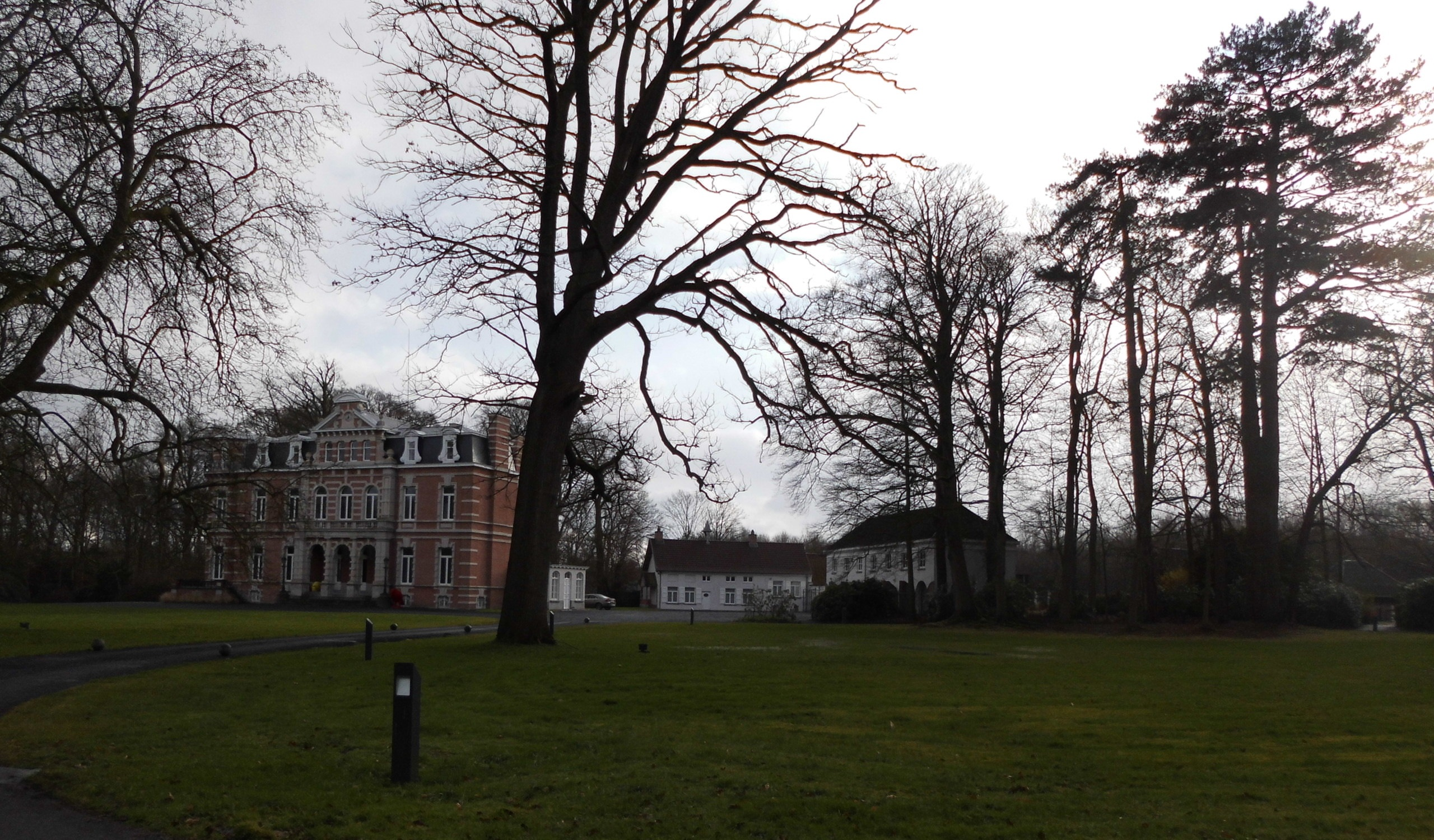
Kasteel De Cellen

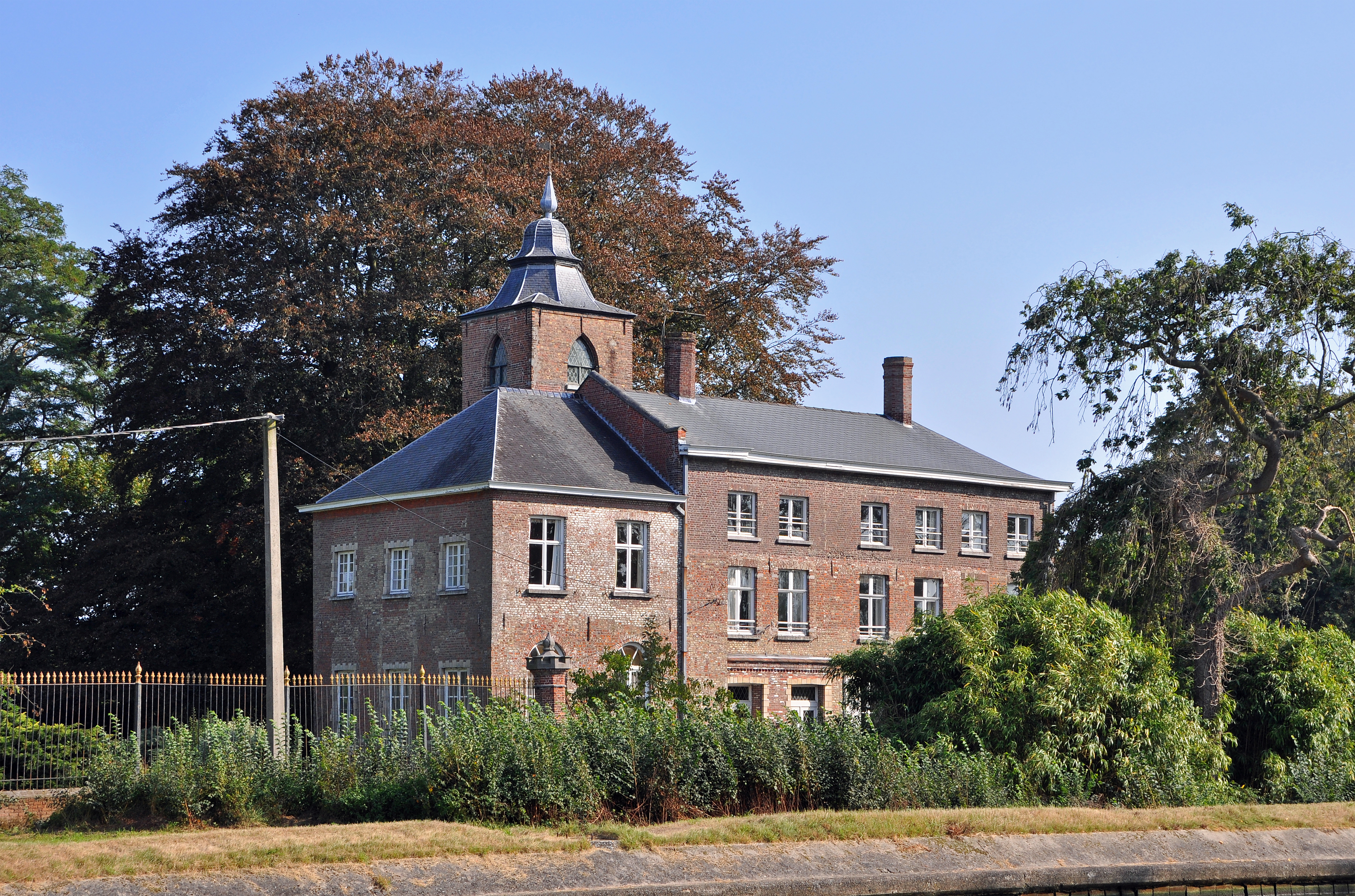
Kasteel Kevergem

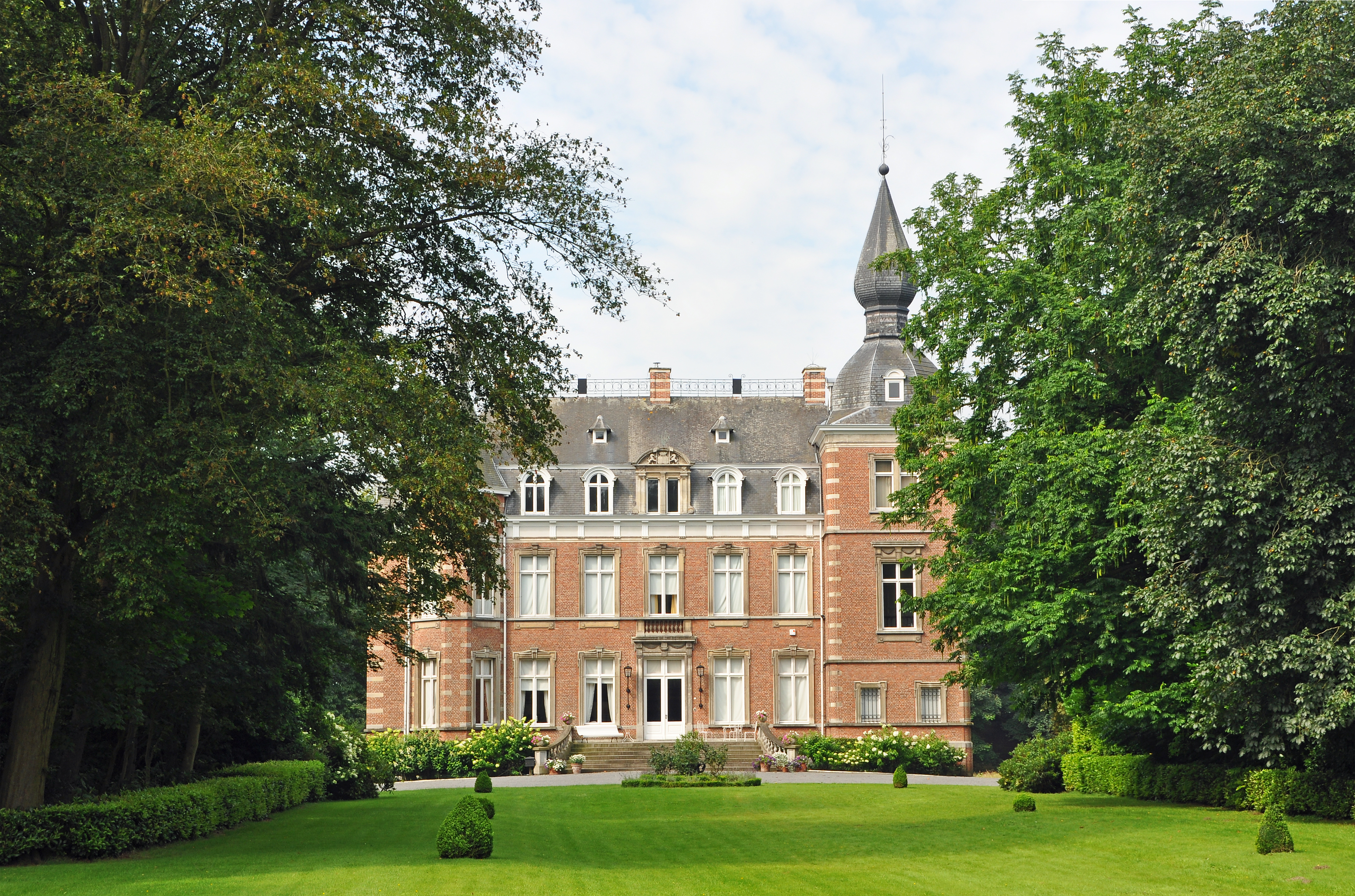
Kasteel Pecsteen in Ruddervoorde

Oostkamp kent een twintigtal kastelen en herenhuizen. Deze werden opgetrokken als ‘huys van plaisance’ of ‘speelhuizen’. Dit zijn zomerverblijven van de Brugse adel. De meeste kastelen zijn privébezit en bijgevolg niet te bezoeken. Velen zijn wel zichtbaar vanaf de openbare weg.

#### Oostkamp
- Kasteel Gruuthuse (privéresidentie), aanvankelijk bewoond in de 13de eeuw door de heren van Gruuthuse, nu door de graven d'Ursel.
- Kasteel de Breidels (privéresidentie), bewoond door baron Albert Peers de Nieuwburgh.
- Kasteel Nieuwburg (privéresidentie), bewoond door de familie baron Snoy.
- Kasteel Schoonhove (privéresidentie), bewoond door baron Rotsart de Hertaing.
- Kasteel Kevergem (privéresidentie), bewoond door jonkvrouw Lucie de Schietere de Lophem.
- Kasteel Erkegem (ook: Kasteel de Herten), gebouwd door baron van der Plancken, aangekocht door de Global Estate Group in 2012.
- Kasteel de Cellen, gebouwd door ridder de Bie de Westvoorde, nu het onderkomen van een verzekeringsmaatschappij.
- Kasteel Macieberg, gebouwd door de familie Arents de Beerteghem, thans ingericht als de Freinetschool Klimop.
- Kasteel Beukenpark (voormalig kasteel Les Aubépines), gebouwd door de familie Beaucourt de Noortvelde, heden een administratief centrum van de gemeente Oostkamp.
- Gemeentepark de Valkaart (met villa 't Valkennest, voorheen châlet Flore en Le Chenoy), gebouwd door familie Kervyn de Meerendré, nu een jeugdlokaal
- Kasteel Cruydenhove, van 1954, nu een restaurant met feestzaal van de Van der Valk hotelgroep.

#### Ruddervoorde
Zie onder: Ruddervoorde

#### Waardamme
Zie onder: Waardamme

#### Hertsberge
- Kasteel van Hertsberge (privéresidentie), gebouwd en bewoond door de familie baron Rapaert de Grass.

#### Moerbrugge
- Het Blauw Kasteel (privé residentie), is een beschermd middeleeuws slot en waarschijnlijk het oudste bewaarde kasteel van Oostkamp. Na markies Paolo Arconati-Visconti koopt de familie Peers de Nieuwburgh in 1979 het kasteel aan. In 2000 verkoopt deze het kasteel aan de huidige eigenaars die een grondige restauratiecampagne startten en het kasteel redden.

## Natuur en landschap
Oostkamp ligt in Zandig Vlaanderen op een hoogte van ongeveer 10 meter. Een belangrijke waterloop die ten oosten van Oostkamp loopt is de Rivierbeek. Deze stroomt in noordelijke richting en komt bij het natuurgebied Warandeputten uit op het Kanaal Gent-Brugge, dat ten noordoosten van Oostkamp loopt. De relatief bosrijke omgeving (Doeveren, Kampveld, Munkebossen in het Bulskampveld) bleek aantrekkelijk voor de stichting van tal van kastelen en landgoederen.

## Streekbier
Sinds oktober 2004 heeft Oostkamp een eigen bier, genaamd Wittoen. Het is een tripelbier, gebrouwen door Brouwerij Strubbe uit Ichtegem en wordt gearomatiseerd met kruiden, als herinnering aan de lokale bieren die in de Middeleeuwen gebrouwen werden. De kruidenmengsels werden in die tijd ter plaatse verzameld. Het bier werd de naam ‘Wittoen’ meegegeven, naar de Oostkampse ridder Wittoen. Ridder Jan Wittoen, ook weleens Jan Winteyn genoemd, was in 1417 heer van de heerlijkheid Orscamp en burgemeester van het Vrije.

## Politiek

### Structuur
| Oostkamp         | Oostkamp         | Supranationaal         | Nationaal                         | Nationaal                         | Gemeenschap               | Gewest                    | Provincie                 | Arrondissement  | Provinciedistrict | Kanton          | Gemeente        |
| ---------------- | ---------------- | ---------------------- | --------------------------------- | --------------------------------- | ------------------------- | ------------------------- | ------------------------- | --------------- | ----------------- | --------------- | --------------- |
| Administratief   | Niveau           | Europese Unie          | België                            | België                            | Vlaanderen                | Vlaanderen                | West-Vlaanderen           | Brugge          | Brugge            | Brugge          | Oostkamp        |
| Administratief   | Bestuur          | Europese Commissie     | Belgische regering                | Belgische regering                | Vlaamse regering          | Vlaamse regering          | Deputatie                 | Deputatie       | Deputatie         | Deputatie       | Gemeentebestuur |
| Administratief   | Raad             | Europees Parlement     | Kamer van volksvertegenwoordigers | Kamer van volksvertegenwoordigers | Vlaams Parlement          | Vlaams Parlement          | Provincieraad             | Provincieraad   | Provincieraad     | Provincieraad   | Gemeenteraad    |
| Kiesomschrijving | Kiesomschrijving | Nederlands Kiescollege | Kieskring West-Vlaanderen         | Kieskring West-Vlaanderen         | Kieskring West-Vlaanderen | Kieskring West-Vlaanderen | Kieskring West-Vlaanderen | Brugge          | Brugge            | Brugge          | Oostkamp        |
| Verkiezing       | Verkiezing       | Europese               | Federale                          | Federale                          | Vlaamse                   | Vlaamse                   | Provincieraads-           | Provincieraads- | Provincieraads-   | Provincieraads- | Gemeenteraads-  |

De CD&V is onafgebroken aan de macht sinds de fusie met de deelgemeentes (1976-'77). Tijdens de legislatuur 2000-2006 werd er een coalitie gevormd tussen CD&V en sp.a. Bij alle andere legislaturen was er een homogeen CD&V gemeentebestuur. Na de gemeenteraadsverkiezingen van 2012 was de absolute meerderheid gebroken. CD&V koos opnieuw voor sp.a als coalitiepartner. Sinds de gemeenteraadsverkiezingen van oktober 2018 beschikt CD&V opnieuw over een absolute meerderheid en bestuurt ze sinds begin 2019 weer alleen.

### College van burgemeester en schepenen
| College van burgemeester en schepenen | College van burgemeester en schepenen | College van burgemeester en schepenen |
| Functie                               | Naam                                  | Bevoegdheden |
| ------------------------------------- | ------------------------------------- | --- |
| Burgemeester                          | Jan de Keyser (CD&V)                  | Algemene coördinatie en veiligheid (politie, brandweer, noodplanning), communicatie, informatie en participatie, intergemeentelijke samenwerking en regiowerking, ruimtelijke ordening, lokale economie en ondernemerschap |
| Eerste Schepen                        | Els Roelof (CD&V)                     | Cultuur en -verenigingen, bibliotheek, landbouw, intergemeentelijke samenwerking afvalverwerking, intergemeentelijke samenwerking woonwinkel, intergemeentelijke samenwerking toerisme, verbroederingscomité               |
| Schepen                               | Sam Van de Caveye (CD&V)              | Jeugd en -verenigingen, sport en -verenigingen, kermissen en evenementen, onderwijs en BOA |
| Schepen                               | Delphine Roels (CD&V)                 | Publieke ruimte en mobiliteit |
| Schepen                               | Toben Braeckevelt (CD&V)              | Patrimonium, facilitair beheer, overheidsopdrachten, bestuur erediensten, erfgoed, archief, milieu en natuur en klimaat |
| Schepen                               | Nel Thieren (CD&V)                    | Financiën, Autonoom Gemeentebedrijf, personeel, ICT en dienstverlening, burgerlijke stand en bevolking |
| Schepen                               | Sebastian Vande Ghinste (CD&V)        | Sociale zaken, welzijn, armoedebeleid, gezondheidszorg, e-inclusie, kinderopvang, wijk-werken, sociale werkgelegenheid, senioren, mondiaal beleid en warme gemeente, voorzitter Bijzonder comité voor de sociale dienst    |

### Resultaten gemeenteraadsverkiezingen sinds 1976
| Partij of kartel     | Partij of kartel                                | 10-10-1976 | 10-10-1976 | 10-10-1982 | 10-10-1982 | 9-10-1988 | 9-10-1988 | 9-10-1994 | 9-10-1994 | 8-10-2000 | 8-10-2000 | 8-10-2006 | 8-10-2006 | 14-10-2012 | 14-10-2012 | 14-10-2018 | 14-10-2018 | 13-10-2024 | 13-10-2024 |
| Stemmen / Zetels     | Stemmen / Zetels                                | %          | 25         | %          | 25         | %         | 25        | %         | 27        | %         | 27        | %         | 27        | %          | 27         | %          | 27         | %          | 27         |
| -------------------- | ----------------------------------------------- | ---------- | ---------- | ---------- | ---------- | --------- | --------- | --------- | --------- | --------- | --------- | --------- | --------- | ---------- | ---------- | ---------- | ---------- | ---------- | ---------- |
|                      | SP1 / sp.a2/ Vooruit3                           | 19,761     | 5          | 24,251     | 6          | 22,751    | 6         | 18,481    | 5         | 15,381    | 4         | 16,232    | 4         | 12,482     | 3          | 11,52      | 3          | 10,13      | 2          |
|                      | Agalev1/ Groen2                                 | -          |            | -          |            | -         |           | 6,21      | 1         | 6,381     | 1         | 5,72      | 1         | 6,742      | 1          | 10,52      | 2          | 6,5        | 1          |
|                      | PVV1/ VLD2/ VLD-VIVANT3/ 8020blauw4/ 8020 OPEN5 | -          |            | -          |            | 13,731    | 3         | 15,042    | 4         | 14,372    | 4         | 10,433    | 2         | 6,064      | 1          | 5,15       | 0          | 3,34       | 0          |
|                      | CVP1/ CD&V2/ CD&V Team80203                     | 61,371     | 17         | 55,791     | 15         | 51,391    | 14        | 45,021    | 15        | 41,251    | 14        | 45,442    | 15        | 40,982     | 13         | 47,62      | 16         | 52,23      | 17         |
|                      | VU-Volksbelangen1/ VU2/ VU&ID3/ N-VA4           | 11,651     | 2          | -          |            | 11,382    | 2         | 10,562    | 2         | 10,33     | 2         | 10,474    | 2         | 26,324     | 8          | 16,04      | 4          | 17,24      | 5          |
|                      | Vlaams Blok1/ Vlaams Belang2                    | -          |            | -          |            | -         |           | 4,21      | 0         | 7,151     | 1         | 11,742    | 3         | 5,992      | 1          | 9,322      | 2          | 10,5       | 2          |
|                      | ACTIEF                                          | -          |            | -          |            | -         |           | -         |           | 5,17      | 1         | -         |           | -          |            | -          |            | -          |            |
|                      | PVDA                                            | -          |            | 0,97       | 0          | 0,75      | 0         | 0,51      | 0         | -         |           | -         |           | -          |            | -          |            | -          |            |
|                      | NIEUW                                           | -          |            | 18,99      | 4          | -         |           | -         |           | -         |           | -         |           | -          |            | -          |            | -          |            |
|                      | Gemeentebelangen                                | 7,22       | 1          | -          |            | -         |           | -         |           | -         |           | -         |           | -          |            | -          |            | -          |            |
| Anderen(*)           | Anderen(*)                                      | -          |            | -          |            | -         |           | -         |           | -         |           | -         |           | -          |            | 1,43       | 0          | -          |            |
| Totaal stemmen       | Totaal stemmen                                  | 12120      | 12120      | 13812      | 13812      | 14584     | 14584     | 15255     | 15255     | 15796     | 15796     | 16482     | 16482     | 17089      | 17089      | 17746      | 17746      | 12295      | 12295      |
| Opkomst %            | Opkomst %                                       |            |            |            |            | 95,95     | 95,95     | 95,21     | 95,21     | 94,95     | 94,95     | 95,94     | 95,94     | 94,61      | 94,61      | 95,4       | 95,4       | 65,3       | 65,3       |
| Blanco en ongeldig % | Blanco en ongeldig %                            | 3          | 3          | 4,24       | 4,24       | 4,05      | 4,05      | 4,49      | 4,49      | 4,21      | 4,21      | 3,83      | 3,83      | 5,11       | 5,11       | 3,8        | 3,8        | 1,1        | 1,1        |

De zetels van de gevormde meerderheid staan vetjes afgedrukt. De grootste partij is in kleur.
De rode cijfers naast de gegevens duiden aan onder welke naam de partijen telkens bij een verkiezing opkwamen.
(*) 2012: Rood!

## Sport
KBBC Oostkamp is een basketbalclub uitkomend in de tweede klasse. In 2010 veroverde de club de kampioenstitel in de derde klasse, waarna hij promoveerde.
PS Oostkamp is een indoorvoetbalclub. Het treedt zowel aan in de minivoetbalcompetitie (1ste klasse), de futsalcompetitie (tweede klasse), en de BZVB-zaalvoetbalcompetitie (2de provinciale). Met al deze ploegen is PS Oostkamp de grootste indoorvoetbalclub van West-Vlaanderen. Ze zijn vooral bekend in het minivoetbal, waarmee ze in 1997 de landstitel veroverden.

## Samenwerkingsverbanden
- Bad Langensalza, Duitsland
- Bad Nauheim, Duitsland (sinds 1985 officieel verbroederd[15])
- Chaumont, Frankrijk

## Bekende personen
- Ward Demuyt (1935-2023), volksvertegenwoordiger en burgemeester
- Geert Hoste is opgegroeid in Waardamme
- Jan Verheyen, filmmaker, is inwoner van Baliebrugge
- Georges Leekens, voetbaltrainer, is inwoner van Hertsberge
- Bernard d'Udekem d'Acoz, is inwoner van Ruddervoorde
- Marie-Pierre d'Udekem d'Acoz is inwoonster van Ruddervoorde
- Koen Naert, Europees kampioen op de marathon 2018
- Nicolas Lombaerts, voormalig voetballer, is inwoner van Hertsberge

### Overleden inwoners
- Yvonne Thooris (1889-1978), esperantiste, woonde aan het eind van haar leven in Oostkamp
- Antoon Jozef Witteryck (1865-1934), uitgever, geboren in Oostkamp
- Jozef D'Hoore (1920-1993), burgemeester van Oostkamp

## Nabijgelegen kernen
- Loppem
- Waardamme
- Erkegem
- Moerbrugge
- Steenbrugge